# Націонал-більшовицька партія
Націонал-більшовицька партія (рос. Национал-большевистская партия) — російська радикальна націоналістична неонацистська антикапіталістична партія. Позиціонує себе як соціалістична, антиурядова та антибуржуазна партія. Не зареєстрована в Росії і визнана Верховним судом країни як екстремістська. Члени партії називаються лімоновцями, або нацболами (від націонал-більшовизму).

## Історія
Ще в 1993 Едуард Лимонов з допомогою Олександра Дугіна та рок-музиканта Єгора Лєтова створив Націонал-більшовицький фронт з декількох дрібніших організацій. Спочатку партія діяла як спільнота людей, які поділяли ультраправі ідеї та філософію Дугіна, або тих, хто мав альтернативний погляд на політику Росії. З 1994 р. заснована партійна газета «Лімонка», дату виходу якої вважають датою фактичного зародження націонал-більшовицької організації. В цей самий час партія відзначилася в декількох акціях, зокрема в акціях протесту проти ліберальних ідей тогочасного уряду країни. Акції проходили під гаслами «Сталін! Берія! ГУЛАГ!». З 1996 р. НБП щорічно відзначає День Російської Нації — роковини перемоги Олександра Невського над шведами.
НБП також має філіали в інших країнах, де займає проросійські, націоналістичні позиції. Зокрема в Україні та Латвії відділення партії брали в акціях протесту проти утисків, на їх думку, російськомовного населення. В Білорусі до 2010 року партія підтримувала політику президента Лукашенко, після чого перейшла в опозицію.

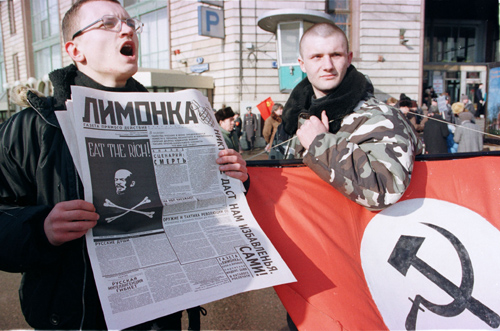
Члени Націонал-більшовицької партії під час акції протесту в Москві. Фото Михайла Євстаф'єва

У 1998 від партії відійшов Дугін і політичні позиції партії дещо змістилися вліво. Партія вдавалася до акцій протесту проти уряду Росії і зокрема відзначилася захватом приймальної президента Росії, за що декілька членів партії було засуджено до тюремного ув'язнення. НБП також очолила рух протесту проти монетизації пільг у Росії. З 1998 р. партії було відмовлено у реєстрації. У 2005 р. члени партії вдавалися до радикальних заходів, таких як захоплення державних офісів, відділень міліції тощо. У зв'язку з такою діяльністю партії, в квітні 2007 р. постановою Московського міського суду НБП була визнана екстремістською організацією і її діяльність на території РФ заборонена. Незважаючи на таке рішення і скарги Лімонова в Європейський суд 7 серпня 2007 р. Верховний Суд РФ підтвердив заборону партії.
Критики відзначають схожість ідеології і навіть зовнішній вигляд символів та методів діяльності партії з Німецькою націонал-соціалістичною робітничою партією Адольфа Гітлера.

## НБП і Україна

### До російсько-української війни 2014—
В Україні Націонал-більшовицька партія за їх власним визнанням має декілька філій, однак незареєстрована і не є легальною структурою. В програмних документах партії стосовно України відмічається орієнтація на російський націоналізм, відновлення Російської імперії, підтримка сепаратизму в Україні і бажання розколу країни. У зв'язку з висловлюваннями такого характеру лідер партії — Лимонов певний час був оголошений персоною нон ґрата в Україні. Представники партії на теренах України брали участь у спільних демонстраціях з КПУ, але вважають цю структуру недостатньо радикальною і непослідовною. В той самий час НБП у 2005 р. поставилася позитивно до Помаранчевої революції, як повстання народних мас проти авторитарної влади.
Деякі російські активісти партії знайшли політичний притулок в Україні від переслідування в Росії. Зокрема, активіст НБП Михайло Ганган спочатку за співпраці СБУ та спецслужб Росії був арештований на теренах України і розглядалося питання його екстрадиції до Росії. Проте, під тиском громадськості отримав в Україні статус біженця.

### Під час російсько-української війни
З початком бойових дій на Донбасі Едуард Лимонов і його рух організували групу «Інтербригад», метою якої була відправка добровольців в окуповані Донецьк і Луганськ для участі в конфлікті на стороні терористів. Загалом було переправлено більше 2000 бойовиків. У складі проросійських терористичних угрупувань воювали також і представники партії.

## Виноски
1. ↑  Нацболы Республики Беларусь уходят в оппозицию. Архів оригіналу за 5 березня 2016. Процитовано 28 квітня 2010.
2. ↑  Націонал-більшовики в Україні. Архів оригіналу за 10 січня 2008. Процитовано 6 січня 2008.
3. ↑  Чим червоний чорт кращий від коричневого?. Архів оригіналу за 7 січня 2008. Процитовано 6 січня 2008.
4. ↑  «Помаранчевий Київ» Січень 2005. Архів оригіналу за 9 січня 2008. Процитовано 6 січня 2008.
5. ↑  Український суд арештував російського дисидента
6. ↑  Спирин, Евгений (14 травня 2015). Москва проводит чистки: из ДНР выгнали наемников (фото, видео). podrobnosti (рос.).